# Lars Säfström
Lars Olof Säfström, född 26 augusti 1947 i Stockholm, är en svensk regissör och film- och TV-producent verksam både inom film och TV.
Säfström anställdes av TV2 Nöje i Stockholm 1979 som filmredigerare och blev senare producent och projektledare. När TV1 och TV2 slogs samman 1987 var han med och startade Kanal 1 Drama och verkade där som programchef.
1994 flyttade han till SVT Malmö för att arbeta som programchef. Som sådan stod han bakom den hårt kritiserade temasatsningen om Kubas diktator Fidel Castro som sändes i SVT2 den 2 december 2006. Inför sändningen fick temasatsningen hård kritik för ensidighet och partiskhet vid valet av dokumentärfilmer och vid valet av gäster, som många ansåg alltför okritiska gentemot Castros diktatur. Säfström besvarade kritiken mot valet av gäster med orden: "Båda de gäster vi har är kritiska mot Castro. Sedan kan man alltid diskutera om de är tillräckligt kritiska eller inte, men det är igen någonting som man bör diskutera när man har sett programmet".
Säfström lämnade SVT den 30 juni 2015. Han arbetade då som censor för dokumentärfilm i Malmö och Stockholm och skulle fortsätta göra detta som konsult.

## Regi, i urval
- 1972 – Arbetsresor
- 1976 – Goda bostäder fostra goda medborgare
- 1977 – 76 år - Gregório Bezerra - kommunist
- 1978 – När stunden är inne
- 1980 – Kommunicerande kärl
- 1980 – Kvällen före dagen efter
- 2018 – Staten och kapitalet

## Producent, i urval
- 1984 – Nöjesmaskinen[6]
- 1988 – Munspelet
- 1985 – Swedish Food
- 1988 – Martyrer
- 1991 – T. Sventon och fallet Isabella
- 1992 – Hammar
- 1994 – Zorn
- 2000 – Det blir aldrig som man tänkt sig (medproducent)
- 2001 – Villospår (verkställande producent)
- 2002 – Den 5:e kvinnan (verkställande producent)
- 2002 – Livshunger
- 2003 – Mannen som log (exekutiv producent)
- 2008 – Mia och Klara

## Produktionschef
- 2003 – Capricciosa (SVT Malmö)

## Produktionsledare
- 1982 – Hemligheten

## Inspelningsledare
- 1983 – Människan och jorden
- 1983 – Åke Hasselgård Story

## Klippning, i urval
- 1976 – Valstadkollektivet 1976
- 1981 – Flickan från byn
- 1983 – Munspelet
- 1985 – Närkampen